# Dennis Wise
Dennis Frank Wise (Londra, 16 dicembre 1966) è un dirigente sportivo, allenatore di calcio ed ex calciatore inglese, di ruolo centrocampista, amministratore unico del Como.

## Carriera

### Giocatore

#### Club
Nato a Kensington, centro di Londra, la sua ascesa nel calcio inizia nelle giovanili del Southampton, dove il ragazzo si mette in luce e colleziona, dal 1983 al 1985, una serie di buone prestazioni che gli valgono il primo contratto da professionista. Ad assicurarsi Wise è, il 28 marzo 1985, il Wimbledon FC, squadra con la quale il calciatore colleziona 135 presenze e 37 gol e conquista l'edizione del 1988 della FA Cup.
Nell'autunno del 1985 viene girato in prestito a un club amatoriale svedese, il Grebbestad. Ormai pronto per una grande squadra, il 3 luglio 1990 è acquistato dal Chelsea, pagandolo 1,6 milioni di sterline, di cui sarà capitano e colonna-portante per oltre un decennio. Tifoso dei Blues da sempre, Con la maglia blu del Chelsea scende in campo in 332 occasioni e realizza 53 reti, conquistando due edizioni della FA Cup (1997 e 2000), la Carling Cup del 1998, la Coppa delle Coppe e la Supercoppa UEFA dello stesso anno, oltreché la Charity Shield del 2000.
Il 19 giugno 2001 lascia i Blues per andare a giocare nel Leicester City, che lo paga 1,6 milioni di sterline, squadra nella quale segna un gol in 17 presenze. Il 20 luglio 2002 viene messo fuori rosa per una lite con Callum Davidson, al quale ruppe il naso e la mascella. Il 2 agosto rescinde il contratto. Il 24 settembre firma con il Millwall. L'anno seguente assume la doppia carica di allenatore-giocatore. L'8 maggio 2005 decide di rescindere il contratto. Il 27 giugno firma con la squadra che lo ha lanciato, il Southampton. Totalizzando 11 presenze e un gol, per poi diventare allenatore ad interim del club. Il 26 dicembre lascia il club.
Il 19 gennaio 2006 passa al Coventry City, dove ritrova Micky Adams alla guida del club. Subito si mette in mostra segnando nelle prime tre partite, tra cui una spettacolare rovesciata al limite dell'aria di rigore contro l'Hull City. Il 9 maggio, con il contratto in scadenza, gli viene offerto il rinnovo, ma decide che è venuto il momento di appendere gli scarpini al chiodo. Conclude la sua stagione con sei gol in tredici presenze.

#### Nazionale
Dopo avere giocato con l'Under-21 e la nazionale B inglese, con la maglia della Nazionale maggiore ha totalizzato 21 presenze e una rete (segnata al debutto assoluto in una sfida di qualificazione a Euro 1992 vinta per 1-0 in casa della Turchia), partecipando al campionato d'Europa 2000.

### Allenatore
Il 15 ottobre 2003 diventa allenatore-giocatore del Millwall. Conduce la squadra fino alla finale di FA Cup del 2004, dove viene sconfitto dal Manchester United; malgrado la sconfitta la squadra accede alla Coppa UEFA, dove viene eliminata al primo turno. L'8 maggio 2005 lascia il club. Il 2 dicembre con l'esonero di Harry Redknapp diventa allenatore ad interim del Southampton. Il 23 dicembre viene sostituito da George Burley. Il 22 maggio 2006 diventa allenatore del Swindon Town firmando un contratto di tre anni, con l'ex compagno Gustavo Poyet nel ruolo di vice.
Inizia la stagione a ottimi livelli 6 vittorie su 7 partite, vincendo anche il premio di miglior allenatore del mese. Il 24 ottobre, dopo 15 partite e al 3º posto in classifica con 31 punti totalizzati, lasciano il Robins per passare al Leeds United. Il giorno seguente vengono nominati dal consiglio d'amministrazione dei White come allenatore e vice insieme a Andrew Beasley come preparatore dei portieri. Prende per mano una squadra con vari problemi finanziari e che si trova al penultimo posto della Championship. La sua guida inizia subito con una bella vittoria al Elland Road per 2-0 ai danni del Southend United. Cercano di non retrocedere, ma ulteriori problemi societari, il 4 maggio 2007 hanno portato la società a entrare in stato di amministrazione controllata.
In base alle norme inglesi, ciò ha comportato una sanzione di 10 punti di penalizzazione che, con una sola partita rimasta, hanno condannato la conseguente discesa aritmetica nella League One. Rappresenta il punto più basso nella storia centenaria della squadra britannica, la quale non era mai retrocessa nel terzo livello del calcio inglese. La stagione seguente il presidente Ken Bates riconferma il tecnico, ma il 4 agosto il golden share penalizza di 15 punti il club, dopo che gli amministratori del KPMG hanno rifiutato di far risorgere il CVA (Company voluntary arrangement) per la vecchia azienda "Leeds United Company".
Nonostante questa penalizzazione la squadra non si abbatte e parte alla grande vincendo le prime 7 partite di campionato e Dennis è il vincitore del premio "miglior allenatore del mese" sia per agosto che per settembre. Il 29 ottobre il vice Gustavo Poyet lascia la squadra per passare al Tottenham come vice di Juande Ramos. Tre giorni dopo il suo ex allenatore Dave Bassett viene nominato suo vice. Il 3 novembre perdono la loro imbattibilità per 3-1 contro il Carlisle United al Brunton Park Stadium. Brevemente si trovarono in vetta alla classifica il giorno di Santo Stefano, ma dopo aver pareggiato con il Hartlepool United per 1-1 al Victoria Park scendono al 3º posto. Il 26 gennaio 2008 si siede l'ultima volta sulla panchina dei White nella partita pareggiata 1-1 contro il Luton Town al Kenilworth Road. Dopo due giorni lascia inaspettatamente il club per passare al Newcastle United in veste dirigenziale.

### Dirigente
Il 29 gennaio 2008 viene nominato direttore generale e direttore sportivo del Newcastle Utd. Lascia l'incarico il 2 aprile 2009.
Il 9 maggio 2019 la squadra italiana del Como gli affida il ruolo di consulente esterno per conto della SENT Entertainment, la cordata che qualche mese prima aveva rilevato la società lariana. Dal febbraio 2021 diviene l'amministratore unico del club.

## Statistiche

### Cronologia presenze e reti in nazionale
| Cronologia completa delle presenze e delle reti in nazionale ― Inghilterra | Cronologia completa delle presenze e delle reti in nazionale ― Inghilterra | Cronologia completa delle presenze e delle reti in nazionale ― Inghilterra | Cronologia completa delle presenze e delle reti in nazionale ― Inghilterra | Cronologia completa delle presenze e delle reti in nazionale ― Inghilterra | Cronologia completa delle presenze e delle reti in nazionale ― Inghilterra | Cronologia completa delle presenze e delle reti in nazionale ― Inghilterra | Cronologia completa delle presenze e delle reti in nazionale ― Inghilterra |
| Data                                                                       | Città                                                                      | In casa                                                                    | Risultato                                                                  | Ospiti                                                                     | Competizione                                                               | Reti                                                                       | Note                                                                       |
| -------------------------------------------------------------------------- | -------------------------------------------------------------------------- | -------------------------------------------------------------------------- | -------------------------------------------------------------------------- | -------------------------------------------------------------------------- | -------------------------------------------------------------------------- | -------------------------------------------------------------------------- | -------------------------------------------------------------------------- |
| 1-5-1991                                                                   | Smirne                                                                     | Turchia                                                                    | 0 – 1                                                                      | Inghilterra                                                                | Qual. Euro 1992                                                            | 1                                                                          |                                                                            |
| 21-5-1991                                                                  | Londra                                                                     | Inghilterra                                                                | 3 – 1                                                                      | Unione Sovietica                                                           | Amichevole                                                                 | -                                                                          |                                                                            |
| 1-6-1991                                                                   | Sydney                                                                     | Australia                                                                  | 0 – 1                                                                      | Inghilterra                                                                | Amichevole                                                                 | -                                                                          | 61’                                                                        |
| 3-6-1991                                                                   | Auckland                                                                   | Nuova Zelanda                                                              | 0 – 1                                                                      | Inghilterra                                                                | Amichevole                                                                 | -                                                                          |                                                                            |
| 8-6-1991                                                                   | Wellington                                                                 | Nuova Zelanda                                                              | 0 – 2                                                                      | Inghilterra                                                                | Amichevole                                                                 | -                                                                          |                                                                            |
| 22-5-1994                                                                  | Londra                                                                     | Inghilterra                                                                | 0 – 0                                                                      | Norvegia                                                                   | Amichevole                                                                 | -                                                                          |                                                                            |
| 12-10-1994                                                                 | Londra                                                                     | Inghilterra                                                                | 1 – 1                                                                      | Romania                                                                    | Amichevole                                                                 | -                                                                          | 72’                                                                        |
| 16-11-1994                                                                 | Londra                                                                     | Inghilterra                                                                | 1 – 0                                                                      | Nigeria                                                                    | Amichevole                                                                 | -                                                                          |                                                                            |
| 6-9-1995                                                                   | Londra                                                                     | Inghilterra                                                                | 0 – 0                                                                      | Colombia                                                                   | Amichevole                                                                 | -                                                                          |                                                                            |
| 11-10-1995                                                                 | Oslo                                                                       | Norvegia                                                                   | 0 – 0                                                                      | Inghilterra                                                                | Amichevole                                                                 | -                                                                          | 68’                                                                        |
| 12-12-1995                                                                 | Londra                                                                     | Inghilterra                                                                | 1 – 1                                                                      | Portogallo                                                                 | Amichevole                                                                 | -                                                                          | 79’                                                                        |
| 18-5-1996                                                                  | Londra                                                                     | Inghilterra                                                                | 3 – 0                                                                      | Ungheria                                                                   | Amichevole                                                                 | -                                                                          | 65’                                                                        |
| 10-10-1999                                                                 | Sunderland                                                                 | Inghilterra                                                                | 2 – 1                                                                      | Belgio                                                                     | Amichevole                                                                 | -                                                                          | 76’                                                                        |
| 23-2-2000                                                                  | Londra                                                                     | Inghilterra                                                                | 0 – 0                                                                      | Argentina                                                                  | Amichevole                                                                 | -                                                                          | 46’                                                                        |
| 27-5-2000                                                                  | Londra                                                                     | Inghilterra                                                                | 1 – 1                                                                      | Brasile                                                                    | Amichevole                                                                 | -                                                                          |                                                                            |
| 3-6-2000                                                                   | Ta' Qali                                                                   | Malta                                                                      | 1 – 2                                                                      | Inghilterra                                                                | Amichevole                                                                 | -                                                                          | 69’                                                                        |
| 12-6-2000                                                                  | Eindhoven                                                                  | Portogallo                                                                 | 3 – 2                                                                      | Inghilterra                                                                | Euro 2000 - 1º turno                                                       | -                                                                          | 58’                                                                        |
| 17-6-2000                                                                  | Charleroi                                                                  | Germania                                                                   | 0 – 1                                                                      | Inghilterra                                                                | Euro 2000 - 1º turno                                                       | -                                                                          |                                                                            |
| 20-6-2000                                                                  | Charleroi                                                                  | Romania                                                                    | 3 – 2                                                                      | Inghilterra                                                                | Euro 2000 - 1º turno                                                       | -                                                                          | 75’                                                                        |
| 2-9-2000                                                                   | Saint-Denis                                                                | Francia                                                                    | 1 – 1                                                                      | Inghilterra                                                                | Amichevole                                                                 | -                                                                          |                                                                            |
| 11-10-2000                                                                 | Helsinki                                                                   | Finlandia                                                                  | 0 – 0                                                                      | Inghilterra                                                                | Qual. Mondiali 2002                                                        | -                                                                          |                                                                            |
| Totale                                                                     |                                                                            | Presenze                                                                   | 21                                                                         |                                                                            | Reti                                                                       | 1                                                                          |                                                                            |

## Palmarès

### Giocatore

#### Club

##### Competizioni nazionali
- Coppa d'Inghilterra: 3

Wimbledon: 1987-1988
Chelsea: 1996-1997, 1999-2000
- Coppa di Lega inglese: 1

Chelsea: 1997-1998
- Charity Shield: 1

Chelsea: 2000

##### Competizioni internazionali
- Coppa delle Coppe: 1

Chelsea: 1997-1998
- Supercoppa UEFA: 1

Chelsea: 1998